# 518-й истребительный авиационный полк
518-й истребительный авиационный Берлинский ордена Суворова полк (518-й иап) — воинская часть Военно-воздушных сил (ВВС) Вооружённых Сил РККА, принимавшая участие в боевых действиях в Великой Отечественной войне и в Корейской войне.

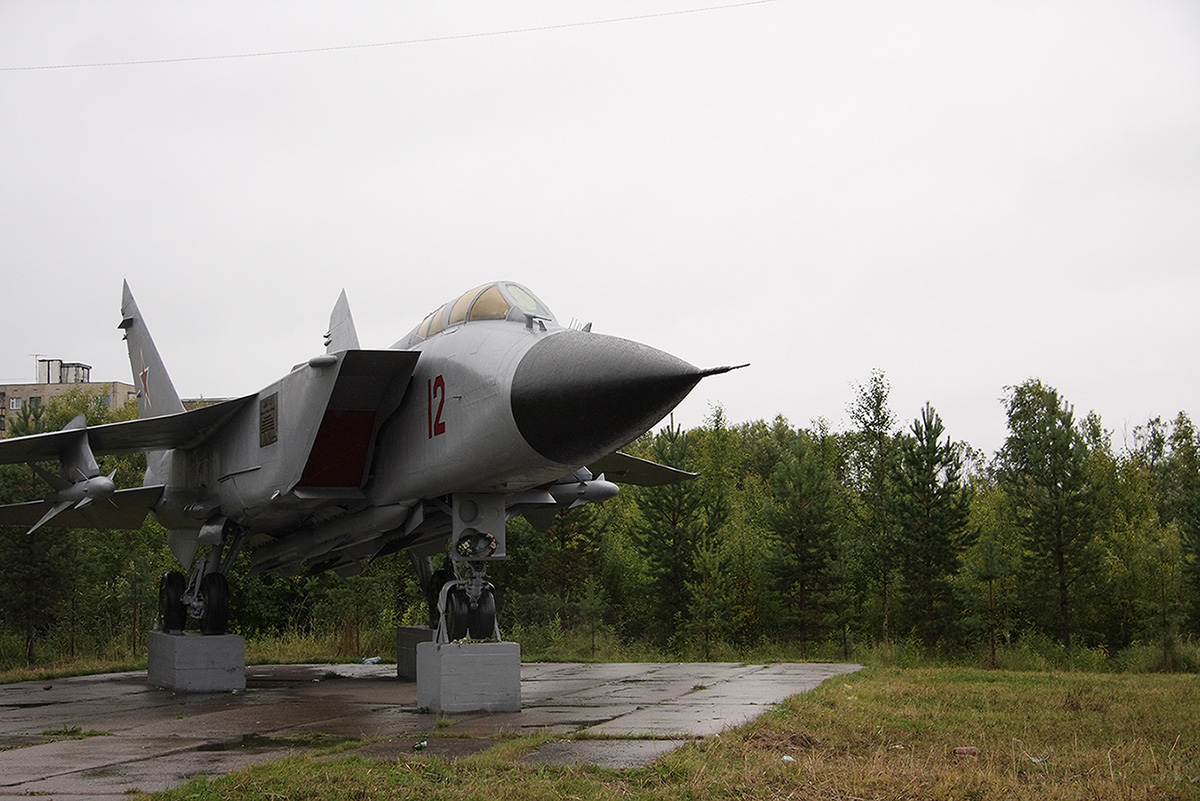
МиГ-31 полка на постаменте в Талагах

## Наименования полка
За весь период своего существования полк несколько раз менял своё наименование:
- 518-й истребительный авиационный полк;
- 518-й истребительный авиационный Берлинский полк;
- 518-й истребительный авиационный Берлинский ордена Суворова полк;
- 518-й истребительный авиационный Берлинский ордена Суворова полк ПВО;
- Полевая почта 42192.

## Создание полка
518-й истребительный авиационный полк сформирован в сентябре 1941 года при 13-м запасном истребительном авиаполку Приволжского военного округа в г. Кузнецк Пензенской области на самолётах Як-1.

## Расформирование полка
518-й истребительный авиационный Берлинский ордена Суворова полк расформирован 9 сентября 1998 года в составе 23-й Гомельской Краснознамённой ордена Суворова дивизии ПВО 6-й армии ВВС и ПВО.

## В действующей армии
В составе действующей армии:
- с 16 января 1942 года по 16 марта 1942 года,
- с 21 июня 1942 года по 3 декабря 1942 года,
- с 23 июня 1943 года по 24 сентября 1943 года,
- с 7 июля 1944 года по 7 сентября 1944 года,
- с 25 ноября 1944 года по 9 мая 1945 года.

## Командиры полка
| Звание              | Имя                            | Период                  | Примечание |
| ------------------- | ------------------------------ | ----------------------- | ---------- |
| капитан, майор      | Околелов Яков Харитонович      | 09.1941 — 06.09.1943    |            |
| майор               | Талдыкин Иван Гордеевич        | 06.09.1943 — 11.11.1943 |            |
| майор, подполковник | Худокормов Николай Георгиевич  | 22.11.1943 — 31.12.1945 |            |
| подполковник        | Лозыченко Александр Гаврилович | с июля 1947             |            |
| подполковник        | Мегеря А. М.                   | 22.09.1968 — июль 1970  |            |

## В составе соединений и объединений
| Период        | Фронт (округ)                                   | армия                                     | корпус                                 | дивизия                                       | примечание                                                                                   |
| ------------- | ----------------------------------------------- | ----------------------------------------- | -------------------------------------- | --------------------------------------------- | -------------------------------------------------------------------------------------------- |
| 09.1941 г.    | Приволжский военный округ                       | ВВС Приволжского военного округа          |                                        | 13-й запасной истребительный авиационный полк | Кузнецк, Пензенской области, Як-1                                                            |
| 13.11.1941 г. | Приволжский военный округ                       | Куйбышевский дивизионный район            |                                        | 141-я истребительная авиационная дивизия ПВО  | аэр. Кряж, Як-1                                                                              |
| 16.01.1942 г. | Калининский фронт                               | ВВС Калининского фронта                   |                                        | 140-я истребительная авиационная дивизия      | Як-1                                                                                         |
| 16.03.1942 г. | Приволжский военный округ                       | ВВС Приволжского военного округа          |                                        | 8-й запасной истребительный авиационный полк  | на доукомплектовании, Багай-Барановка, Саратовской области, Як-1                             |
| 21.06.1942 г. | Северо-Кавказский фронт                         | 5-я воздушная армия                       |                                        | 237-я истребительная авиационная дивизия      | Як-1                                                                                         |
| 04.07.1942 г. | Северо-Кавказский фронт                         | 5-я воздушная армия                       |                                        | 237-я истребительная авиационная дивизия      | принял 4 ЛаГГ-3 и 1 Як-1 от 166-го иап                                                       |
| 20.07.1942 г. | Северо-Кавказский фронт                         | 5-я воздушная армия                       |                                        | 236-я истребительная авиационная дивизия      | ЛаГГ-3, Як-1                                                                                 |
| 01.08.1942 г. | Закавказский фронт                              | 5-я воздушная армия                       | Черноморская группа войск              | 236-я истребительная авиационная дивизия      | ЛаГГ-3, Як-1                                                                                 |
| 21.08.1942 г. | Закавказский фронт                              | 5-я воздушная армия                       | Черноморская группа войск              | 236-я истребительная авиационная дивизия      | ЛаГГ-3, Як-1, пополнен ЛаГГ-3 из других иап                                                  |
| 03.12.1942 г. | Закавказский фронт                              |                                           |                                        | 26-й запасной истребительный авиационный полк | ст. Сандары, Грузинская ССР, переформирован                                                  |
| 05.01.1943 г. | Сибирский военный округ                         | ВВС Сибирского военного округа            |                                        | 19-й запасной истребительный авиационный полк | ст. Обь, переучивание на Як-9                                                                |
| 08.05.1943 г. | Московский военный округ                        | Резерв Ставки ВГК                         |                                        |                                               | Як-9, Люберцы                                                                                |
| 09.06.1943 г. | Степной военный округ                           | Резерв Ставки ВГК                         |                                        |                                               | Як-9, Землянск                                                                               |
| 23.06.1943 г. | Степной военный округ                           | Резерв Ставки ВГК                         | 8-й истребительный авиационный корпус  | 323-я истребительная авиационная дивизия      | Як-9                                                                                         |
| 08.07.1943 г. | Западный фронт                                  | 1-я воздушная армия                       | 8-й истребительный авиационный корпус  | 323-я истребительная авиационная дивизия      | Як-9                                                                                         |
| 24.09.1943 г. | Харьковский военный округ                       | Резерв Ставки ВГК                         | 8-й истребительный авиационный корпус  | 323-я истребительная авиационная дивизия      | занимался по плану учебно-боевой подготовки                                                  |
| 25.10.1943 г. | Приволжский военный округ                       | ВВС Приволжского военного округа          |                                        | 13-й запасной истребительный авиационный полк | на доукомплектовании, Кузнецк Пензенской области                                             |
| 04.02.1944 г. | Харьковский военный округ                       | ВВС Харьковского военного округа          |                                        | 193-я истребительная авиационная дивизия      | аэродром Белый Колодезь                                                                      |
| 01.06.1944 г. | Одесский военный округ                          | ВВС Одесского военного округа             |                                        | 193-я истребительная авиационная дивизия      | аэродром Хмелевое                                                                            |
| 30.05.1944 г. | Одесский военный округ                          | ВВС Одесского военного округа             | 13-й истребительный авиационный корпус | 193-я истребительная авиационная дивизия      | аэродром Хмелевое                                                                            |
| 07.07.1944 г. | 1-й Белорусский фронт                           | 6-я воздушная армия                       | 13-й истребительный авиационный корпус | 193-я истребительная авиационная дивизия      | Як-9                                                                                         |
| 07.07.1944 г. | 1-й Белорусский фронт                           | 16-я воздушная армия                      | 13-й истребительный авиационный корпус | 193-я истребительная авиационная дивизия      | Як-9                                                                                         |
| 08.09.1944 г. | 1-й Белорусский фронт                           | 16-я воздушная армия                      | 13-й истребительный авиационный корпус | 193-я истребительная авиационная дивизия      | в резерве РСВГК во втором эшелоне фронта, боевой работы не вёл, занимаясь по плану УБП, Як-9 |
| 25.11.1944 г. | 1-й Белорусский фронт                           | 16-я воздушная армия                      | 13-й истребительный авиационный корпус | 193-я истребительная авиационная дивизия      | Як-9                                                                                         |
| 09.05.1945 г. | 1-й Белорусский фронт                           | 16-я воздушная армия                      | 13-й истребительный авиационный корпус | 193-я истребительная авиационная дивизия      | Як-9                                                                                         |
| 10.06.1945 г. | Группа советских оккупационных войск в Германии | 16-я воздушная армия                      | 13-й истребительный авиационный корпус | 193-я истребительная авиационная дивизия      | Як-9                                                                                         |
| 31.12.1945 г. | Группа советских оккупационных войск в Германии | 16-я воздушная армия                      |                                        | 282-я истребительная авиационная дивизия      | Як-9                                                                                         |
| 01.01.1946 г. | Киевский военный округ                          | ВВС Киевского военного округа             |                                        | 282-я истребительная авиационная дивизия      | Як-9                                                                                         |
| 01.05.1947 г. | Киевский военный округ                          | 17-я воздушная армия                      |                                        | 282-я истребительная авиационная дивизия      | Як-9                                                                                         |
| 20.02.1949 г. | Киевский военный округ                          | 69-я воздушная армия                      |                                        | 216-я истребительная авиационная дивизия      | Як-9                                                                                         |
| 01.07.1949 г. | Бакинский округ ПВО                             | 42-я истребительная авиационная армия ПВО | Бакинский район ПВО                    | 216-я истребительная авиационная дивизия ПВО  | Як-9 У                                                                                       |
| 05.07.1952 г. | Война в Корее                                   | ВВС группы                                | 64-й истребительный авиационный корпус | 216-я истребительная авиационная дивизия ПВО  | МиГ-15                                                                                       |
| 27.07.1953 г. | ПВО страны                                      | Архангельский округ ПВО                   | Беломорский корпус ПВО                 | 216-я истребительная авиационная дивизия ПВО  | МиГ-15, Талаги                                                                               |
| 30.01.1957 г. | ПВО страны                                      | Архангельский округ ПВО                   | Полярный корпус ПВО                    | 216-я истребительная авиационная дивизия ПВО  | МиГ-17 П, ПФ                                                                                 |
| 01.07.1960 г. | ПВО страны                                      | 10-я отдельная армия ПВО                  |                                        | 23-я дивизия ПВО                              | МиГ-17 П, ПФ                                                                                 |
| 01.11.1966 г. | ПВО страны                                      | 10-я отдельная армия ПВО                  |                                        | 23-я дивизия ПВО                              | Ту-128                                                                                       |
| 01.01.1993 г. | ПВО страны                                      | 10-я отдельная армия ПВО                  | 22-я корпус ПВО                        |                                               | МиГ-31                                                                                       |
| 01.01.1994 г. | ПВО страны                                      | 10-я отдельная армия ПВО                  |                                        | 22-я дивизия ПВО                              | МиГ-31                                                                                       |
| 09.09.1998 г. | ПВО страны                                      | 10-я отдельная армия ПВО                  |                                        | 22-я дивизия ПВО                              | расформирован                                                                                |

## Участие в операциях и битвах
Великая Отечественная война (1942—1945):
- Ржевско-Вяземская операция — с 20 января 1942 года по 28 февраля 1942 года.
- Сычёвско-Вяземская операция — с 20 января 1942 года по 28 февраля 1942 года.
- Армавиро-Майкопская операция — с 6 августа 1942 года по 17 августа 1942 года.
- Новороссийская операция — с 19 августа 1942 года по 26 сентября 1942 года.
- Туапсинская операция — с 25 сентября 1942 года по 20 декабря 1942 года.
- Смоленская наступательная операция (Операция «Суворов») — с 7 августа 1943 года по 24 сентября 1943 года
  - Спас-Деменская операция — с 7 августа 1943 года по 20 августа 1943 года
  - Смоленско-Рославльская наступательная операция — с 15 сентября 1943 года по 24 сентября 1943 года.
- Белорусская операция «Багратион» — с 7 июля 1944 года по 29 августа 1944 года.
- Люблин-Брестская операция — с 18 июля 1944 года по 2 августа 1944 года.
- Висло-Одерская операция — с 12 января 1945 года по 3 февраля 1945 года.
- Варшавско-Познанская операция — с 14 января 1945 года по 3 февраля 1945 года.
- Восточно-Померанская операция — с марта 1945 года по 20 марта 1945 года.
- Берлинская операция — с 16 апреля 1945 года по 8 мая 1945 года.

Корейская война
| Як-9 | Як-9УМ | Як-9 |

## Почётные наименования
518-му истребительному ордена Суворова III степени авиационному полку 11 июня 1945 года за отличие в боях при овладении столицей Германии городом Берлин присвоено почётное наименование «Берлинский»

## Награды
518-й истребительный авиационный полк за образцовое выполнение боевых заданий командования в боях с немецкими захватчиками за овладение городом Радом и проявленные при этом доблесть и мужество Указом Президиума Верховного Совета СССР от 19 февраля 1945 года награждён орденом «Суворова III степени»

## Отличившиеся воины полка
- Ковтюлев Дмитрий Филиппович, младший лейтенант, командир эскадрильи 518-го истребительного авиационного полка 140-й истребительной авиационной дивизии Военно-Воздушных сил Калининского Фронта 30 января 1943 года удостоен звания Герой Советского Союза. Золотая Звезда № 825.
- Михин Михаил Иванович, майор, заместитель командира эскадрильи 518-го истребительного авиационного полка 216-й истребительной авиационной дивизии Указом Президиума Верховного Совета СССР от 14 июля 1953 года удостоен звания Герой Советского Союза. Золотая Звезда № 10834.
- Щиров Сергей Сергеевич, лётчик полка, удостоен звания Герой Советского Союза будучи инструктор по технике пилотирования 236-й истребительной авиационной дивизии Западного фронта Указом Президиума Верховного Совета СССР 13 декабря 1942 года. Золотая Звезда № 587

## Благодарности Верховного Главнокомандующего

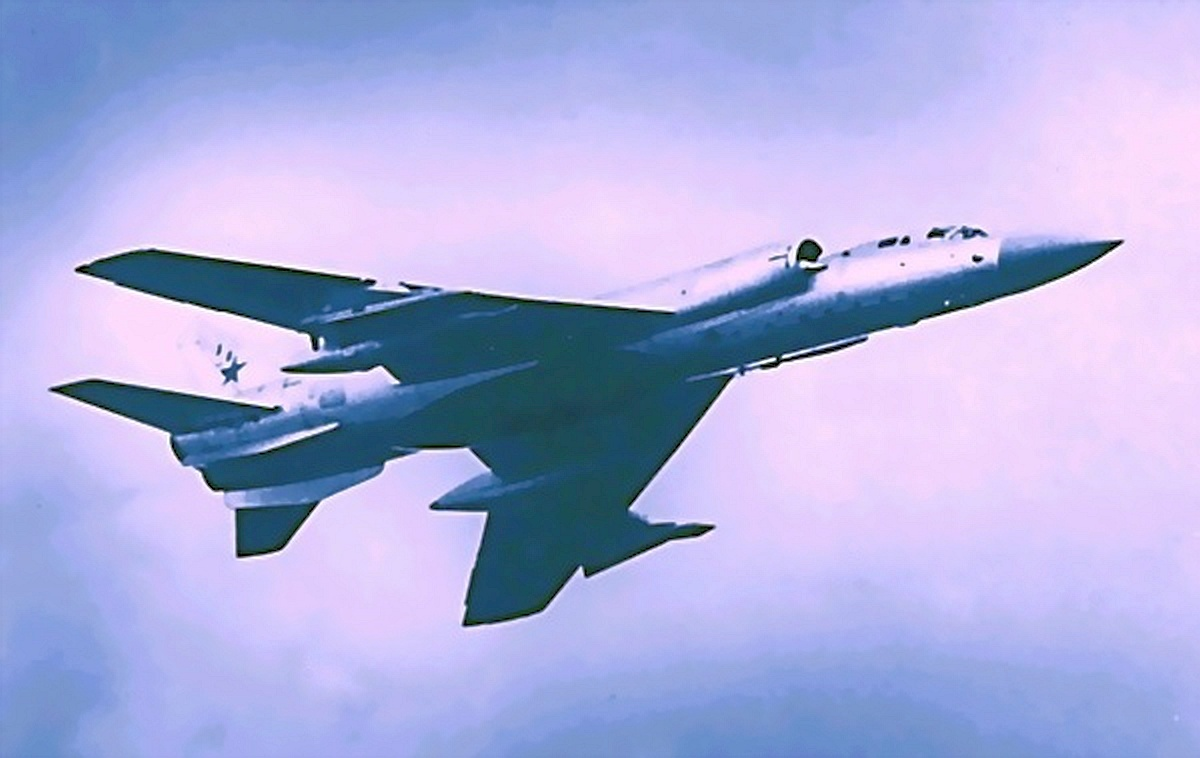
Ту-128

Воины полка удостоены Благодарностей Верховного Главнокомандующего:
- За овладение городом и крепостью Демблин[4]
- За овладение городом Радом[5]
- За овладение городами Лодзь, Кутно, Томашув (Томашов), Гостынин и Ленчица[6]
- За овладение городом Калиш[7]
- За овладение городами Бервальде, Темпельбург, Фалькенбург, Драмбург, Вангерин, Лабес, Фрайенвальде, Шифельбайн, Регенвальде и Керлин[8]
- За овладение городами Штаргард, Наугард, Польцин[9]

## Статистика боевых действий
За годы Великой Отечественной войны полком:
| Выполнено боевых вылетов | Сбито самолётов противника в воздухе | Сбито самолётов противника всего |
| ------------------------ | ------------------------------------ | -------------------------------- |
| 5260                     | 200                                  | 216                              |

Свои потери:
| Потеряно самолётов, всего | Погибло лётчиков всего |
| ------------------------- | ---------------------- |
| 123                       | 57                     |

За годы Корейской войны полком:
| Сбито самолётов сил ООН | Подбито самолётов сил ООН | Погибло лётчиков в воздушных боях | Потеряно самолётов |
| ----------------------- | ------------------------- | --------------------------------- | ------------------ |
| 38                      | 26                        | 5                                 | 15                 |

## Самолёты на вооружении
| Период       | Самолёты     |
| ------------ | ------------ |
| 1941 — 1943  | Як-1         |
| 1942 — 1943  | ЛаГГ-3       |
| 1943 — 1950  | Як-9         |
| 19502 — 1954 | МиГ-15       |
| 1954 — 1966  | МиГ-17 П, ПФ |
| 1966 — 1984  | Ту-128       |
| 1984 — 1998  | МиГ-31       |

## Базирование
| Период                  | Аэродромы                       |
| ----------------------- | ------------------------------- |
| 04.1945 — 01.01.1946    | Берлин-Шёнефельд, Германия      |
| 01.01.1946 — 07.1949    | Харьков-Основа                  |
| 07.1949 — 07.1952       | Кала, Баку                      |
| 28.07.1952 — 27.07.1953 | Аньшань, Китай                  |
| 08.1953 — 1964          | Васьково, Архангельская область |
| 1964 — 09.09.1998       | Талаги, Архангельская область   |